# Kristian Hude
Kristian Ludvig (von der) Hude (16. august 1864 i Roskilde – 28. december 1929 sammesteds) var en dansk arkitekturfotograf, bror til Karl Hude og Anna Hude.
Kristian Hude var søn af prokurator Sophus Waldemar (von der) Hude og hustru, f. Tulinius.
Han var en fremragende fotograf, ernærede sig som omrejsende arkitekturfotograf og havde desuden en stor interesse for mennesker i deres naturlige omgivelser.
Hude og familie boede i Ringstedgade 4 og senere i huset Klostervang 21 i Roskilde.